# IPad (11e génération)
L'iPad 11, officiellement iPad (11e génération), est une tablette tactile sous iPadOS, conçue et développée par Apple comme successeur à l'iPad de dixième génération. Elle a été présentée le 4 mars 2025 par communiqué de presse et est disponible à partir du 12 mars 2025.

## Caractéristiques
Le design de cette onzième génération d'iPad est identique à celui de la dixième génération, avec des dimensions de 24,8 x 18 x 0,7 cm, et un écran IPS de 2360 x 1640 pixels.
L'écran Liquid Retina de 60 Hz a toujours une luminosité maximal de 500 nits et il dispose d'une revêtement oléophobe résistant aux traces de doigts.
La caméra arrière dispose d'un seul objectif grand-angle de 12 Mpx avec une ouverture ƒ/1,8. La caméra avant dispose d'un objectif ultra grand-angle de 12 Mpx et compatible avec la fonction Center Stage.
Le système sur puce est l'A16 Bionic précédemment utilisé sur l'iPhone 14 Pro et l'iPhone 15, accompagné par 6 Go de RAM.
Côté connectivité, l'iPad 11 bénéficie du Bluetooth 5.3 et du Wi-Fi 6 (802.11ax) ainsi que d'une connectivité 5G en option.
Il n'est pas compatible avec Apple Intelligence.
L'iPad de 11e génération est disponible en trois capacités de stockage : 128 Go, 256 Go, et 512 Go.

## Accessoires
Il est possible d'utiliser l’Apple Pencil (1er génération) et l’Apple Pencil (USB‑C) avec cet onzième génération d'iPad.
On peut joindre le Magic Keyboard Folio à l'iPad pour bénéficier d'un clavier, d'un trackpad et d'une protection arrière.